# Фарерцы
Фаре́рцы (фар. Føroyingar [ˈføːrɪŋgar]) — скандинавский народ, коренное население Фарерских островов.
Говорят на фарерском языке. Широко распространено также владение датским и норвежским языками, среди молодых людей — английским.
Большинство фарерцев — прихожане Фарерской народной церкви, входящей во Всемирную лютеранскую федерацию.

## Происхождение и история

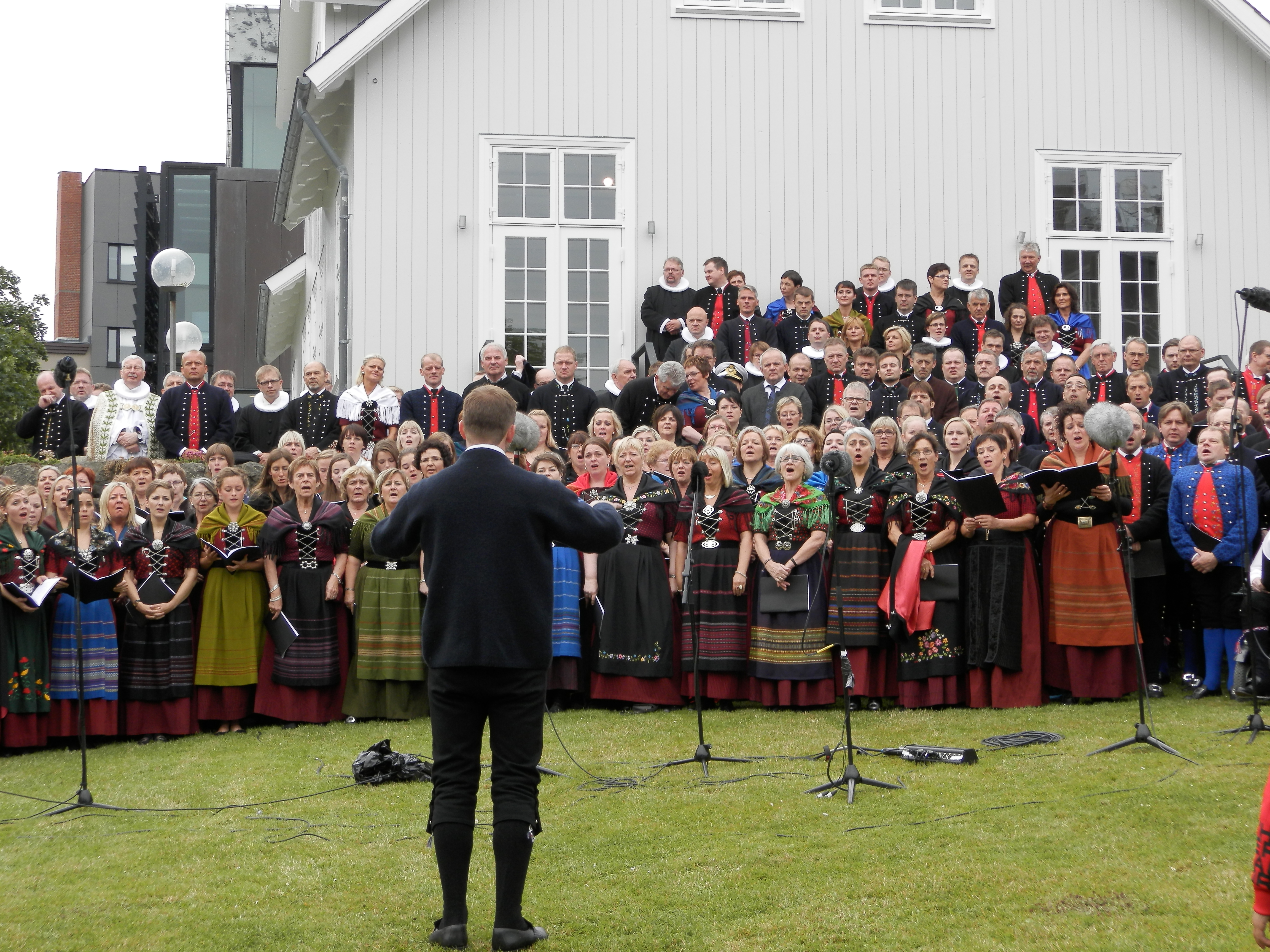
Фарерские политики, священники и хор перед зданием Лёгтинга (парламента), Оулавсёка, 2012

Фарерцы — потомки норманнов (выходцев из Западной Норвегии), заселивших Фарерские острова в IX веке, отчасти смешавшись с аборигенным кельтским населением Шетландских и Оркнейских островов.

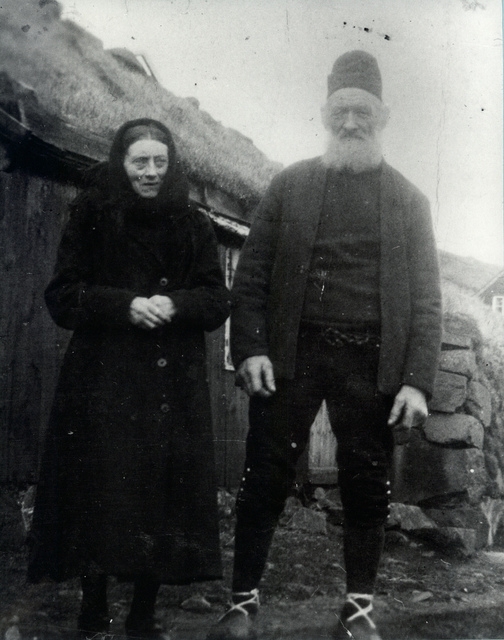
Пожилая фарерская пара в 1940-х годах, одетая в своё традиционное «воскресное платье» для посещения церкви

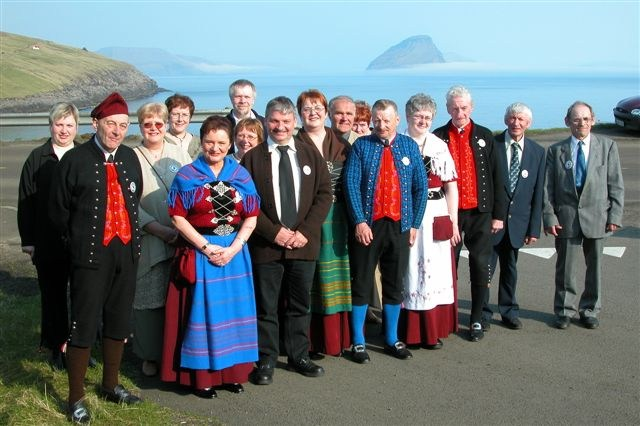
Фарерские народные танцоры в национальных костюмах

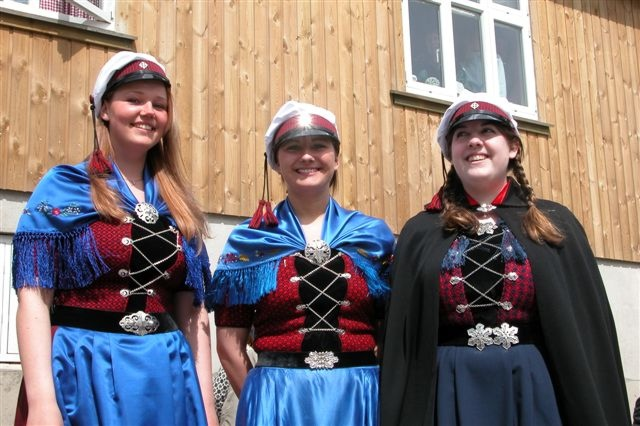
Три фарерские женщины в традиционных регалиях. Студенческие фуражки говорят о том, что они недавно окончили школу

Анализ Y-ДНК показал скандинавское происхождение (87 %), анализ мтДНК обнаружил шотландское/ирландское происхождение (84 %).
Этноним Føroyingar («фарерцы») связан с названием Фарерских островов, в отношении этимологии которого имеются различные мнения («острова перьев», «далёкие острова», «овечьи острова» и др.).
В 1035 году острова стали леном норвежской короны, с конца XIV века — вместе с Норвегией под верховной властью датских королей, в 1814 году отошли к Дании.
Фарерцы стали добиваться автономии с конца XIX века (в 1889 году возникла общественная организация «Союз фарерцев», боровшаяся за культурную автономию островов, в 1906 году была создана партия, требовавшая самоуправления Фарер). В 1948 году Фарерские острова получили статус самоуправляющегося округа.

## Антропология фарерцев
Генетически фарерцы более всего близки исландцам и норвежцам, однако они также близки и к кельтским народам. У фарерцев имеется также мизерная доля монголоидной примеси, полученная от гренландских эскимосов, которые иногда посещали на острова.
Внешность фарерцев такова: люди среднего или высокого роста, характерны мезокефалия и долихокефалия, сильно распространены светлые и средние оттенки волос, часто встречаются рыжие. Глаза чаще светлые, чем тёмные. Могут встречаться и фарерцы с чёрными волосами и карими глазами (подобно чёрным ирландцам).

## Род деятельности
Традиционное занятие фарерцев — овцеводство. Основные современные занятия — рыболовство и переработка рыбы, а также промысел китов (гринда), земледелие (кормовые, в незначительном количестве — зерновые). Традиционное птицеловство (флейастоном — шестом длиной 3,5 м с сачком между двух полутораметровых ответвлений) и сбор яиц на птичьих базарах сохранились лишь как спорт. Современные фарерцы заняты также в горной и лёгкой промышленности.
Традиционные поселения — хутора или небольшие деревни (сохранившие местоположение IX—XI вв.). на Фарерах имеется десять городов (поселения с числом жителей свыше 1 тыс. человек), самый крупный из которых — административный центр Торсхавн, его население составляет около 14 тыс.
Традиционное жилище — из валунов с деревянной, покрытой берестой, дёрном (реже ячменной соломой) и пригнетённой камнями или верёвками крышей. Фарерцы используют в качестве табуреток китовые позвонки.
Традиционная пища — овечий сыр, баранина; в пище современных фарерцев преобладают рыба, гринда. Характерно малое потребление соли.
Традиционная одежда — шерстяная, яркая; у мужчин — вязаный свитер или кофта, чёрный или синий камзол со стоячим воротником с двумя рядами серебряных пуговиц, красный жилет, короткие, чуть ниже колен штаны и высокие, выше колен чулки с орнаментом, чёрные кожаные башмаки с пряжками, на голове — двурогий колпак; у женщин — вязаная кофта со шнуровкой на груди, длинные передники (поверх длинных юбок) с горизонтальным геометрическим или растительным орнаментом, шапочка, завязываемая под подбородком, на плечах тонкий шерстяной платок, скрепляемый спереди большой серебряной брошью, на ногах — жёлтые башмаки на мягкой тонкой подошве, сшитые из цельного куска дублёной кожи.

## Известные фарерцы
- Нильс Рюберг Финсен — учёный и физиотерапевт, лауреат Нобелевской премии (жил и работал на Фарерах, но по происхождению исландец);
- Вальдемар Дальсгор — языковед, переводчик, преподаватель, художник;
- Симун ав Скарди — фарерский просветитель, борец за права национального языка, основатель Фарерской народной школы, поэт и автор слов Национального гимна Фарер;
- Вильям Хейнесен — писатель;
- Расмус Расмуссен — писатель;
- Янус Камбан — скульптор;
- Самаль-Элиас Ионсен-Микинес — живописец;
- Ингольвур ав Рэйни — живописец;
- Týr — викинг-металл-группа;
- Айвёр Полсдоттир — певица.